# سيلتوكسيماب
سيلتوكسيماب (بالإنجليزية: Siltuximab)‏ هو دواء يُستعمل في علاج:
- داء كاسلمان[6]